# Яновичи (Клецкий район)
Яновичи (бел. Я́навічы) — агрогородок в Клецком районе Минской области Белоруссии. Административный центр Краснозвёздовского сельсовета. Население 833 человека (2009).

## География
Яновичи находится в 2 км к западу от центра сельсовета села Красная Звезда и в 6 км к югу от райцентра, города Клецк. Через село проходит автодорога Клецк — Голынка, прочие дороги ведут в окрестные деревни.

### Гидрография
По южной окраине протекает река Лань.

## История
В 1966 году деревня передана из Бабаевичского сельсовета в состав Тучанского сельсовета. В 1973—1984 годах центр Яновичского сельсовета.
До 21 января 2004 года Яновичи входили в состав Тучанского сельсовета.
28 декабря 2007 года в границы Янович включена деревня Стралково.

В 2008 году деревня Яновичи преобразована в агрогородок. Административный центр Краснозвёздовского сельсовета перенесён из Красная Звезда в Яновичи.

Местечко на старых снимках
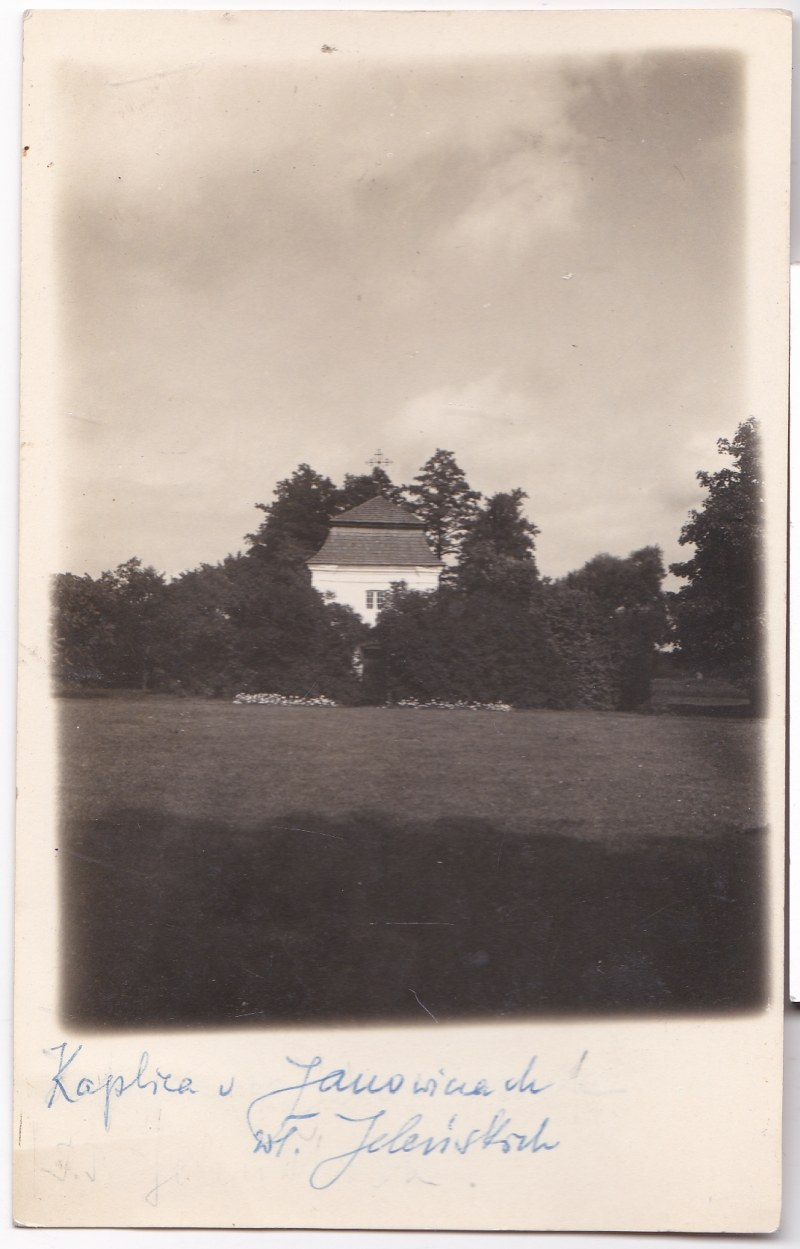
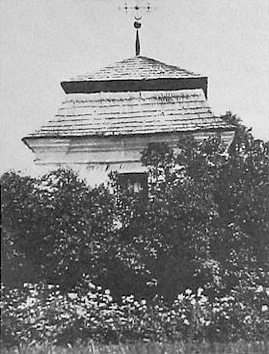
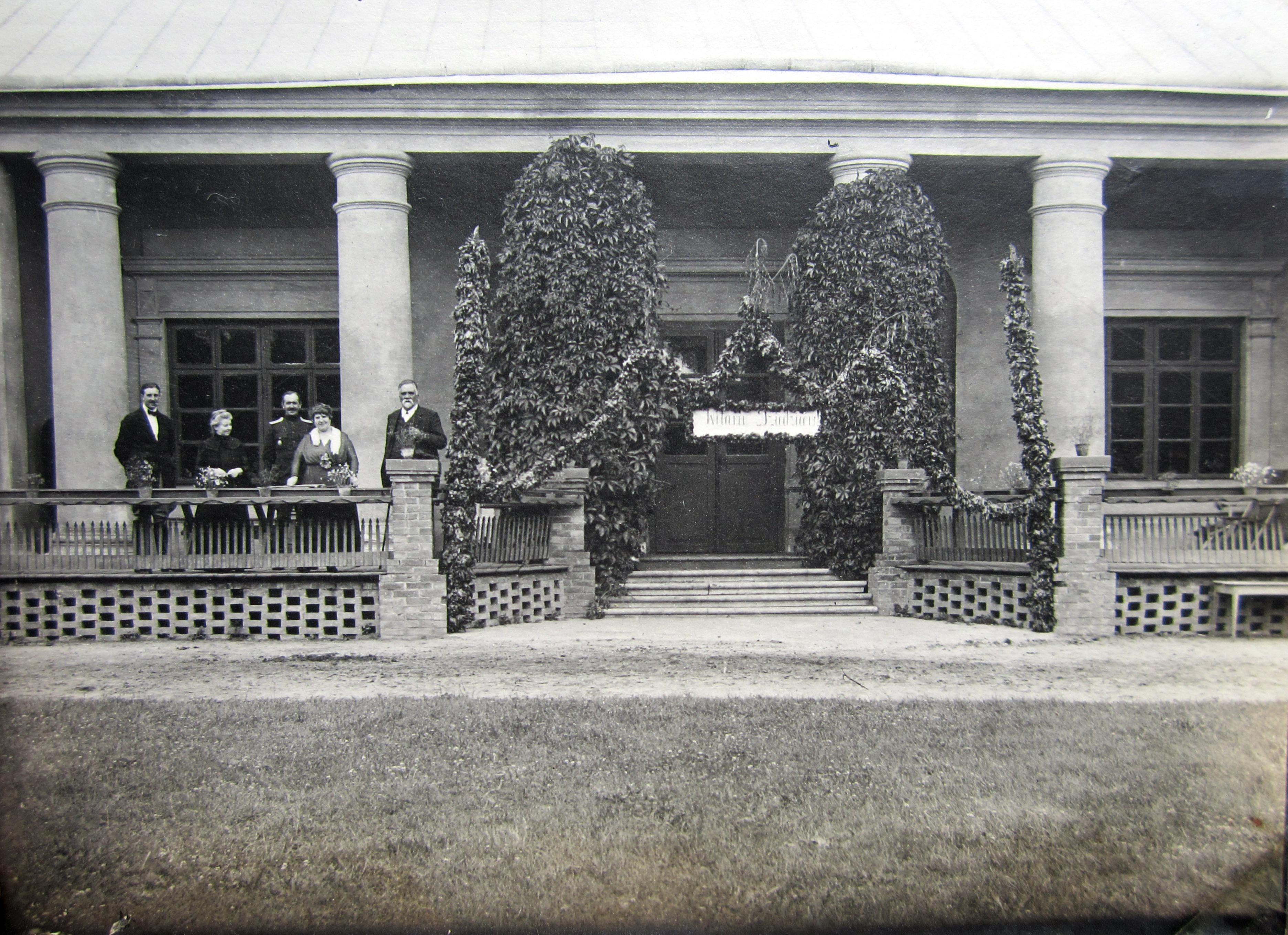
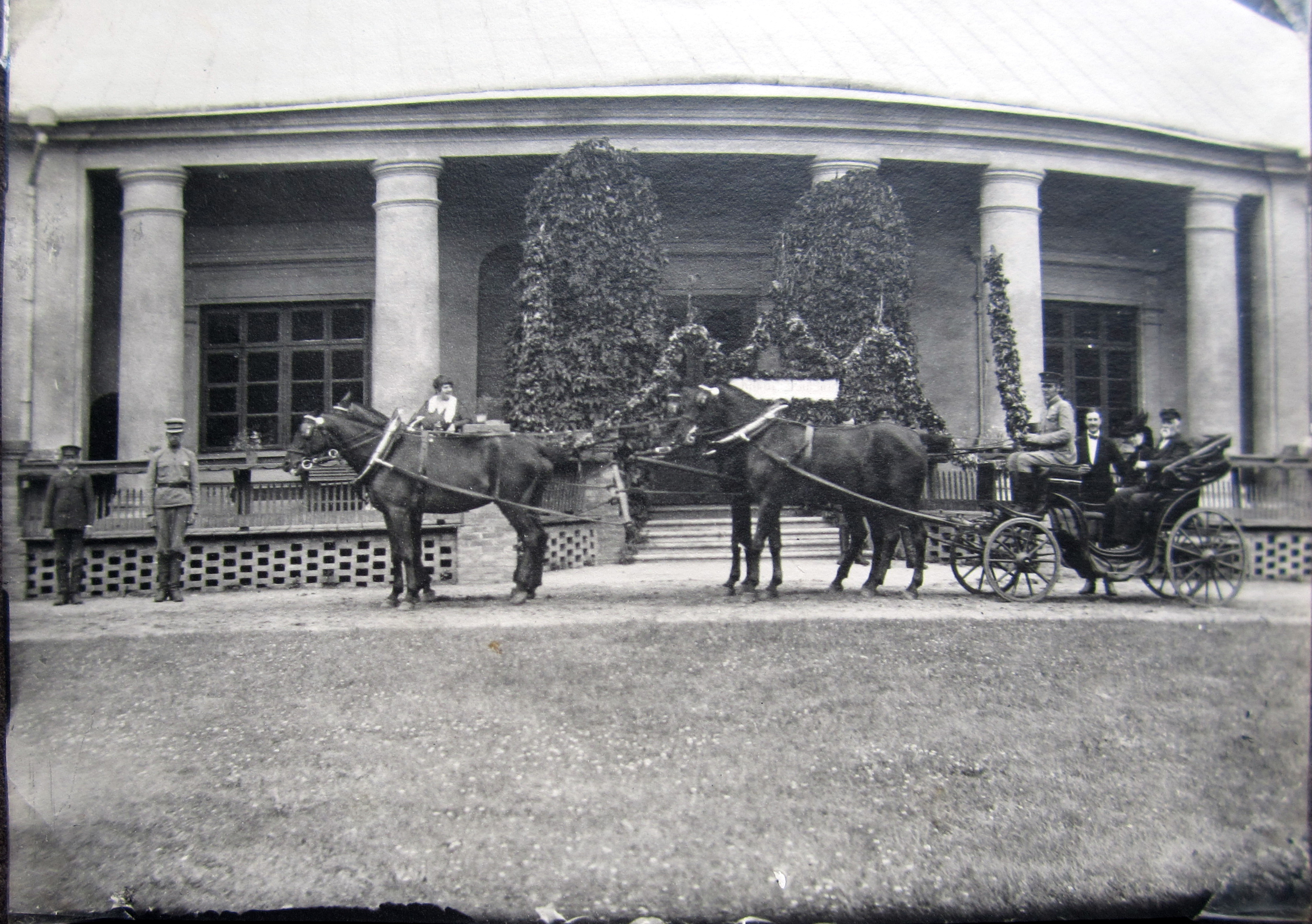
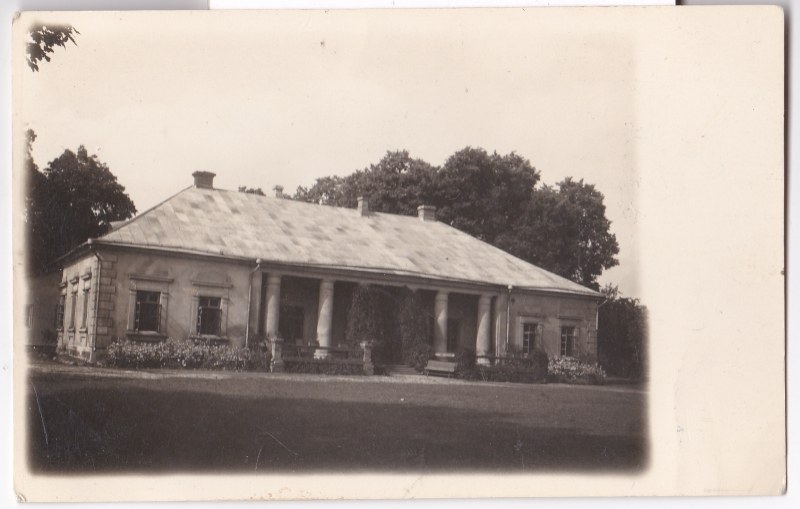
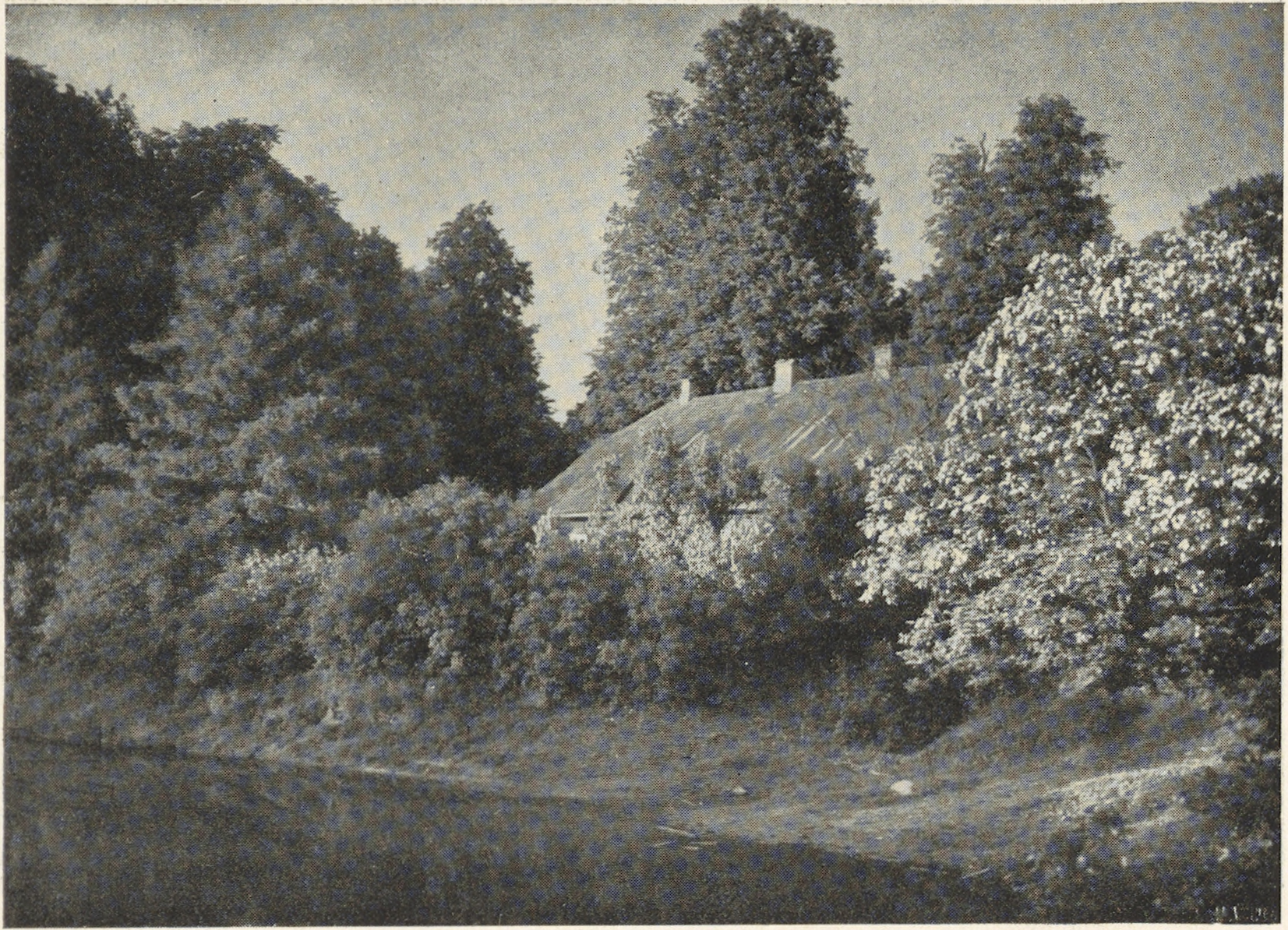

## Население

### Численность
- 2009 год — 833 человек

### Динамика
- 1999 год — 904 человек (перепись населения)
- 2009 год — 833 человек (перепись населения)

## Экономика
- КСУП "Племенной завод "Красная Звезда"

## Образование
- Средняя школа

## Культура
- Дом культуры
- Народный ансамбль народной песни «Весялуха» Яновичского сельского Дома культуры

## Достопримечательности
- Усадьба Бжозовских-Еленских —  Историко-культурная ценность Республики Беларусь, шифр 613Г000214. Построена в конце XVIII — начале XIX века.

В первой половине XIX века принадлежала Бжозовским, затем владели Войцеховские и Пилявские, пока в 1910 году имение не выкупил Эдвард Еленский. Последним владельцем имения (до 1939 года, когда Западная Белоруссия вошла в СССР) был его сын Ольгерд Еленский. От усадьбы сохранились усадебный дом, дом конюха, руины хозпостроек и фрагменты парка. Усадебный дом занесён в Государственный список историко-культурных ценностей Республики Беларусь.

## Галерея

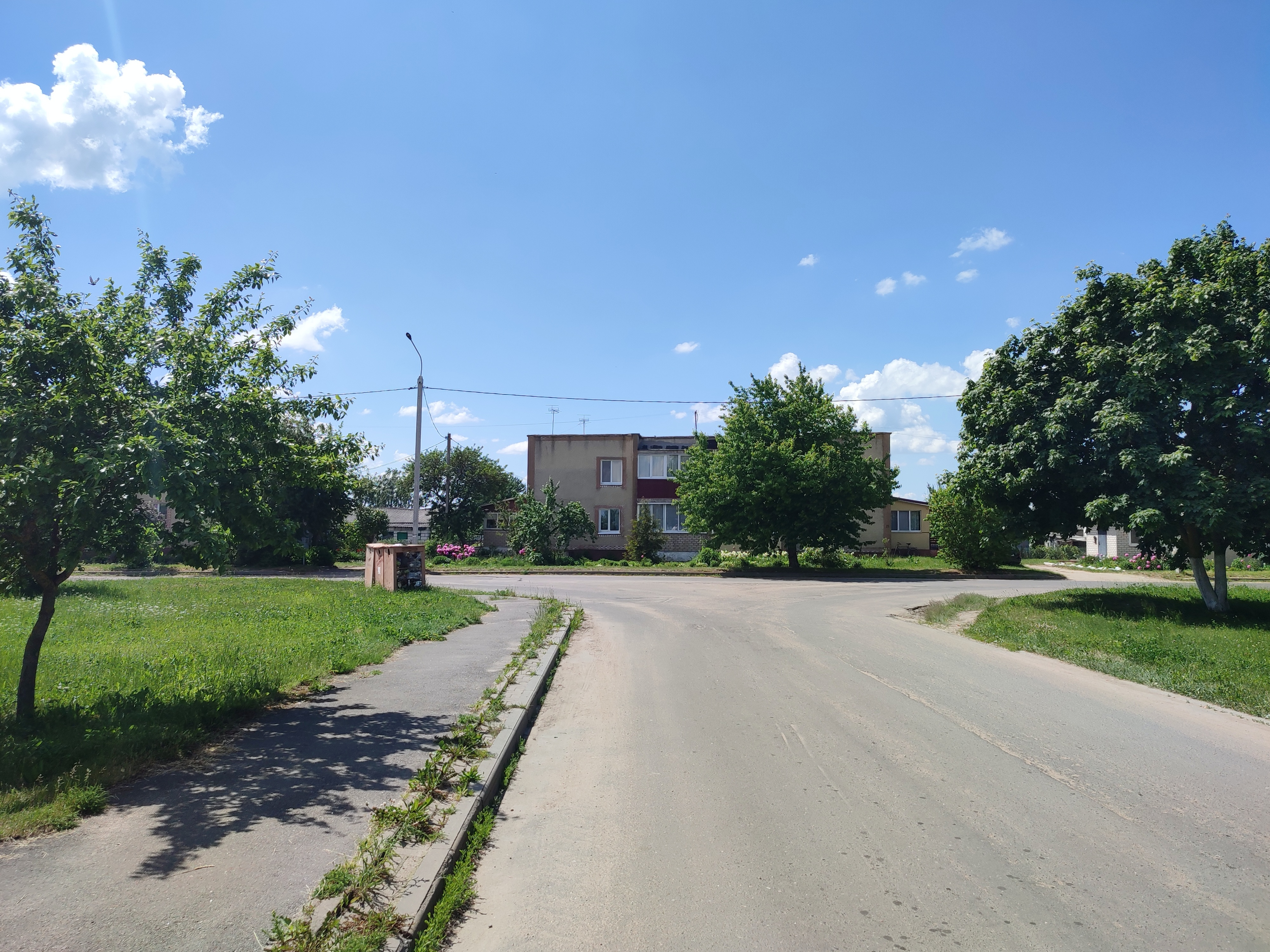
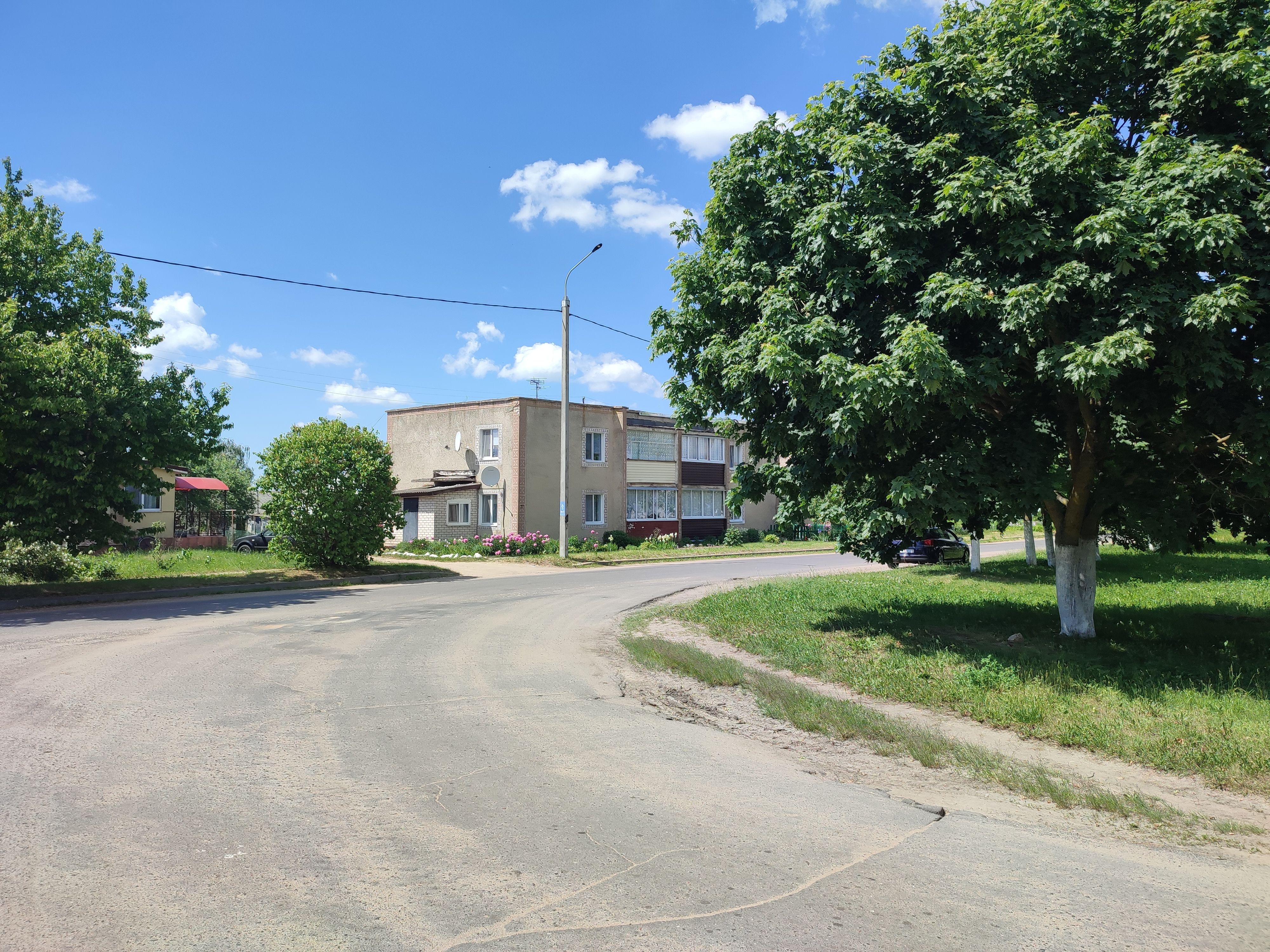
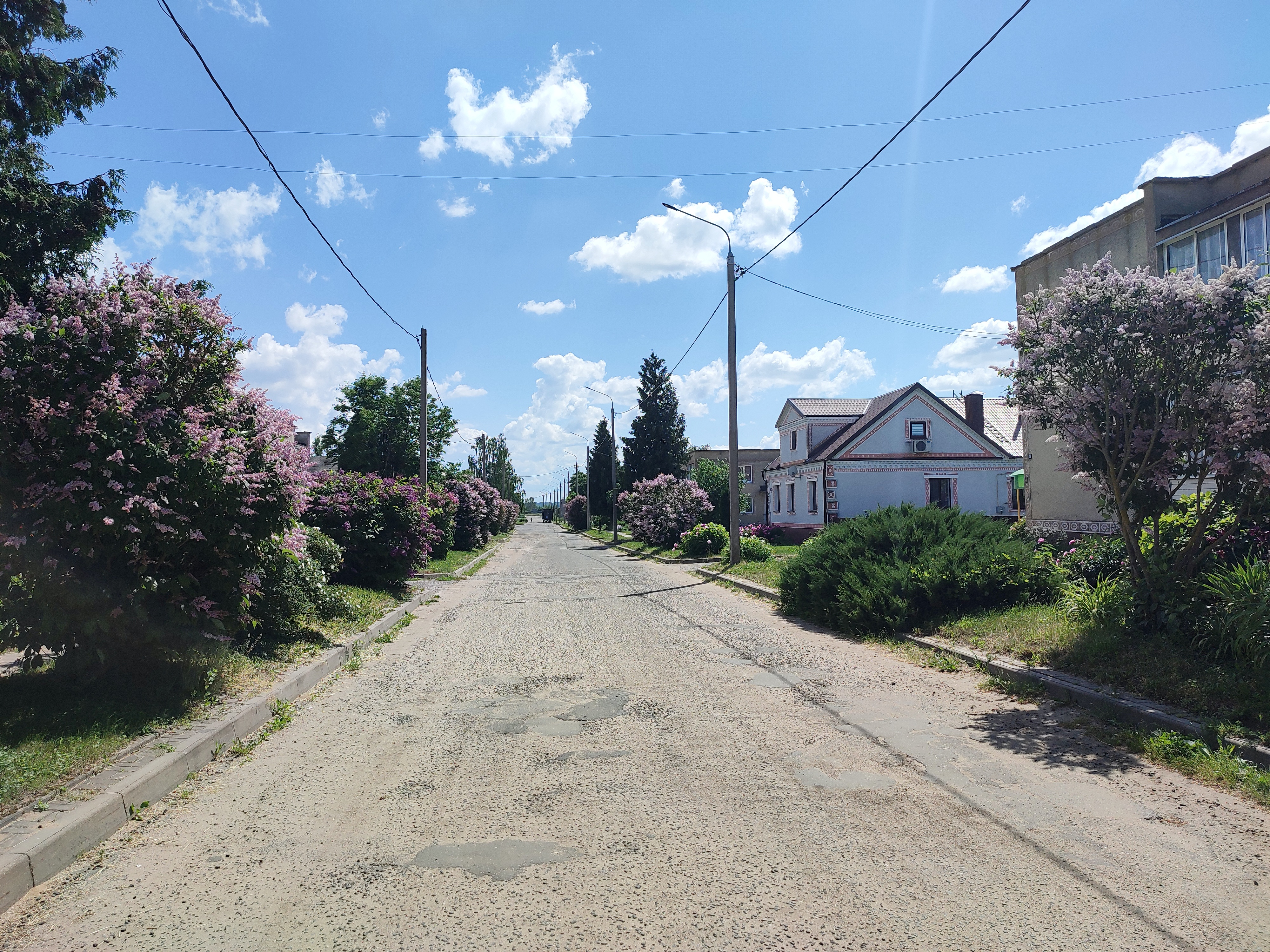
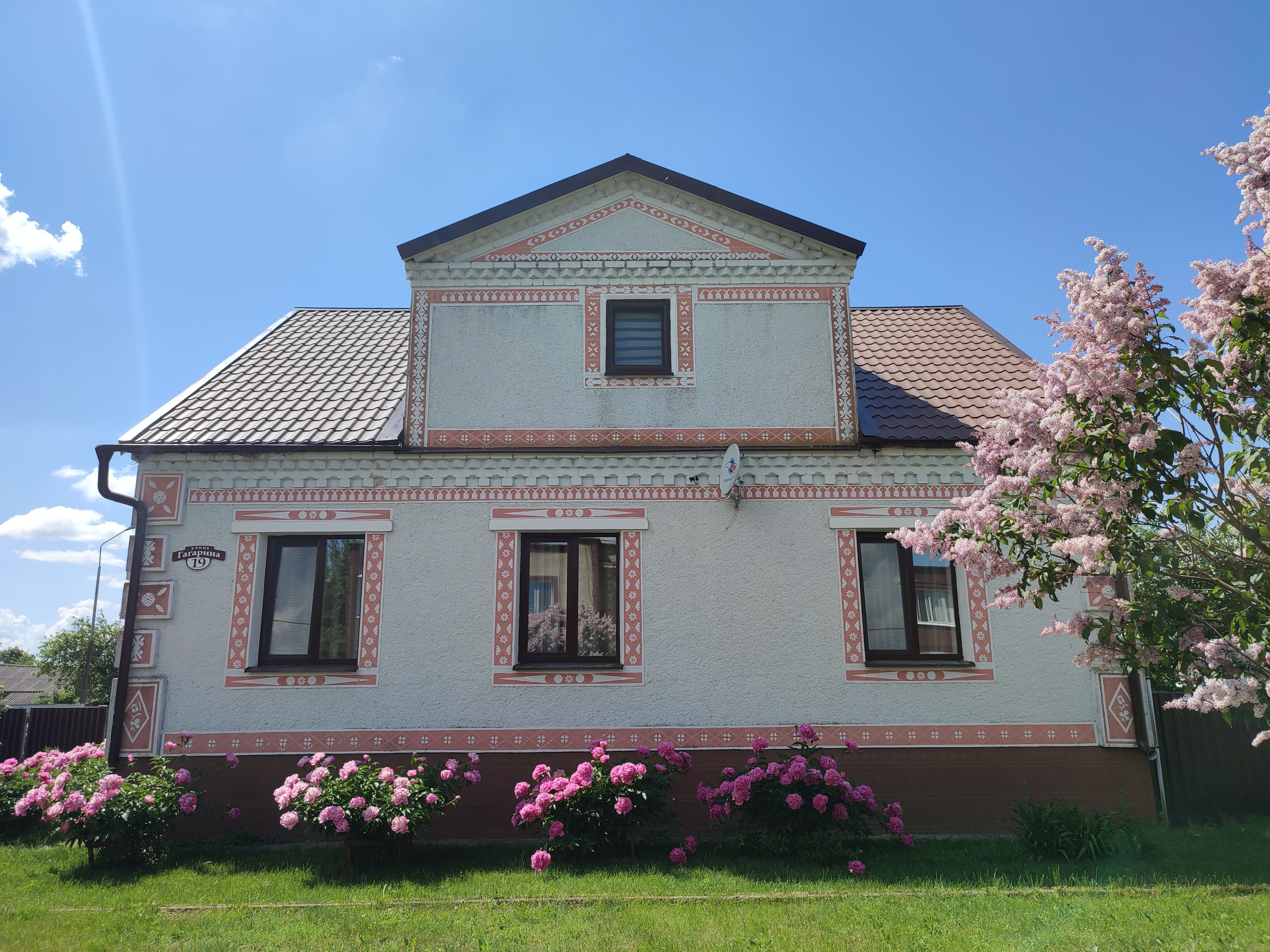
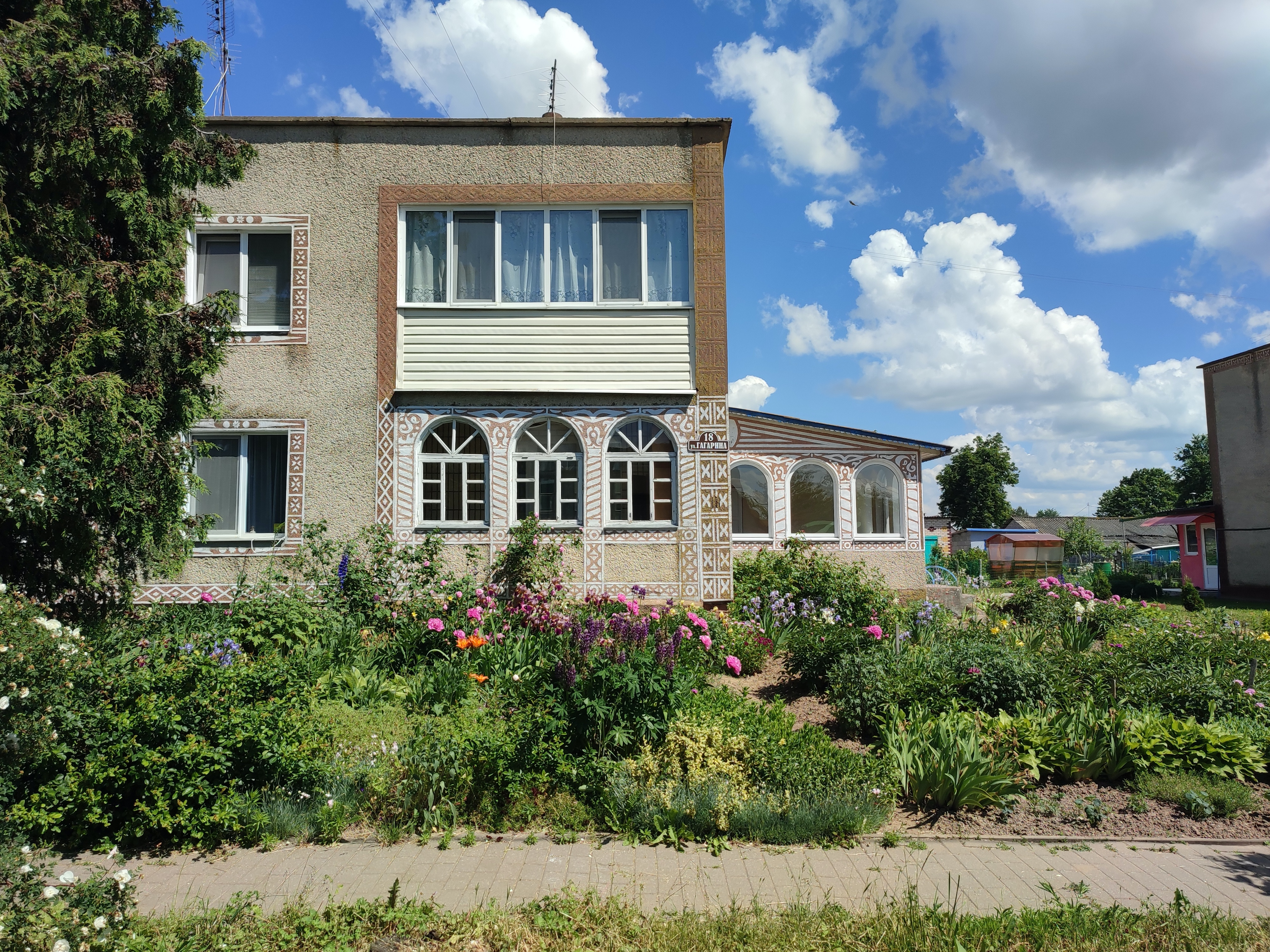
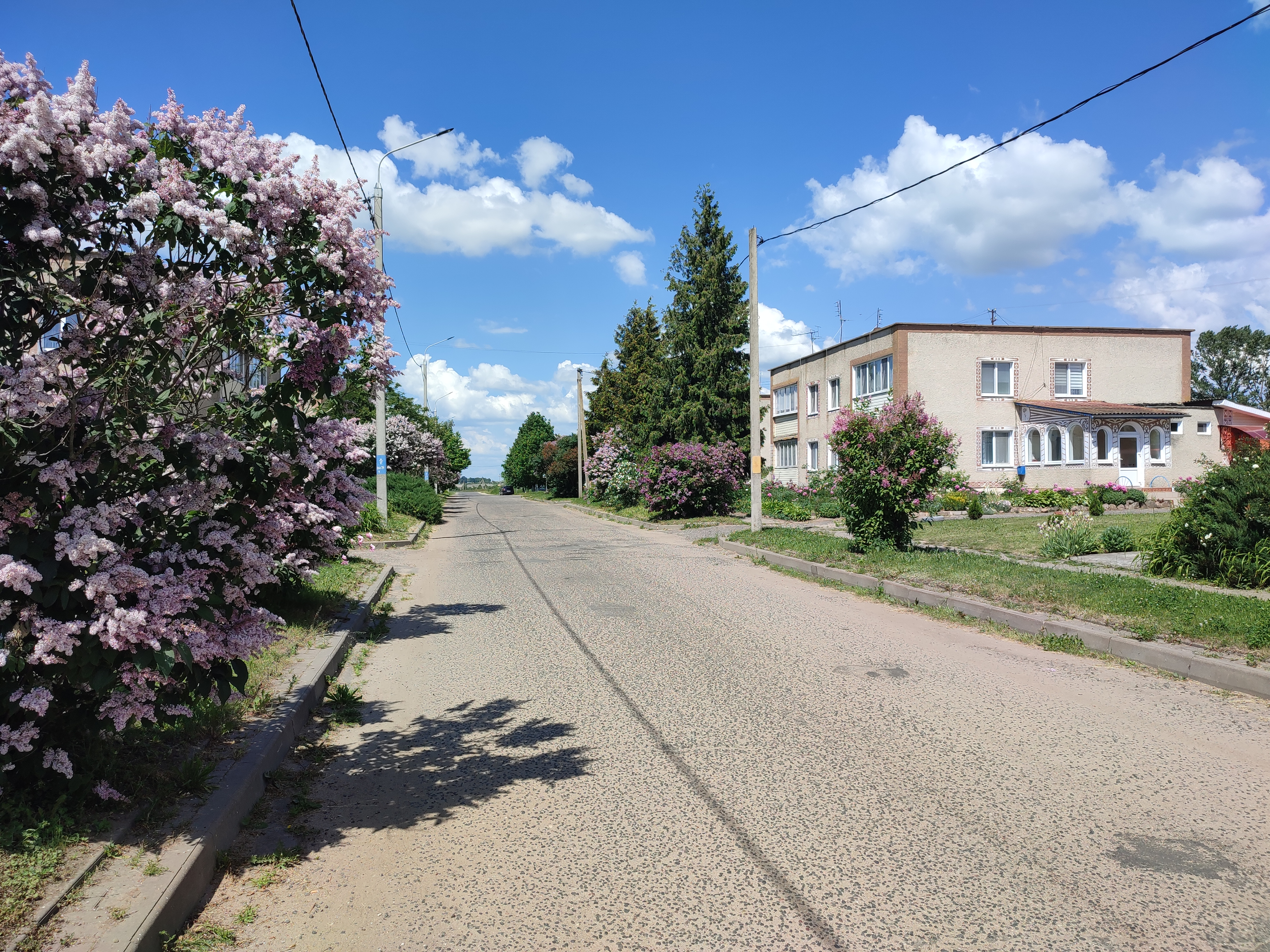
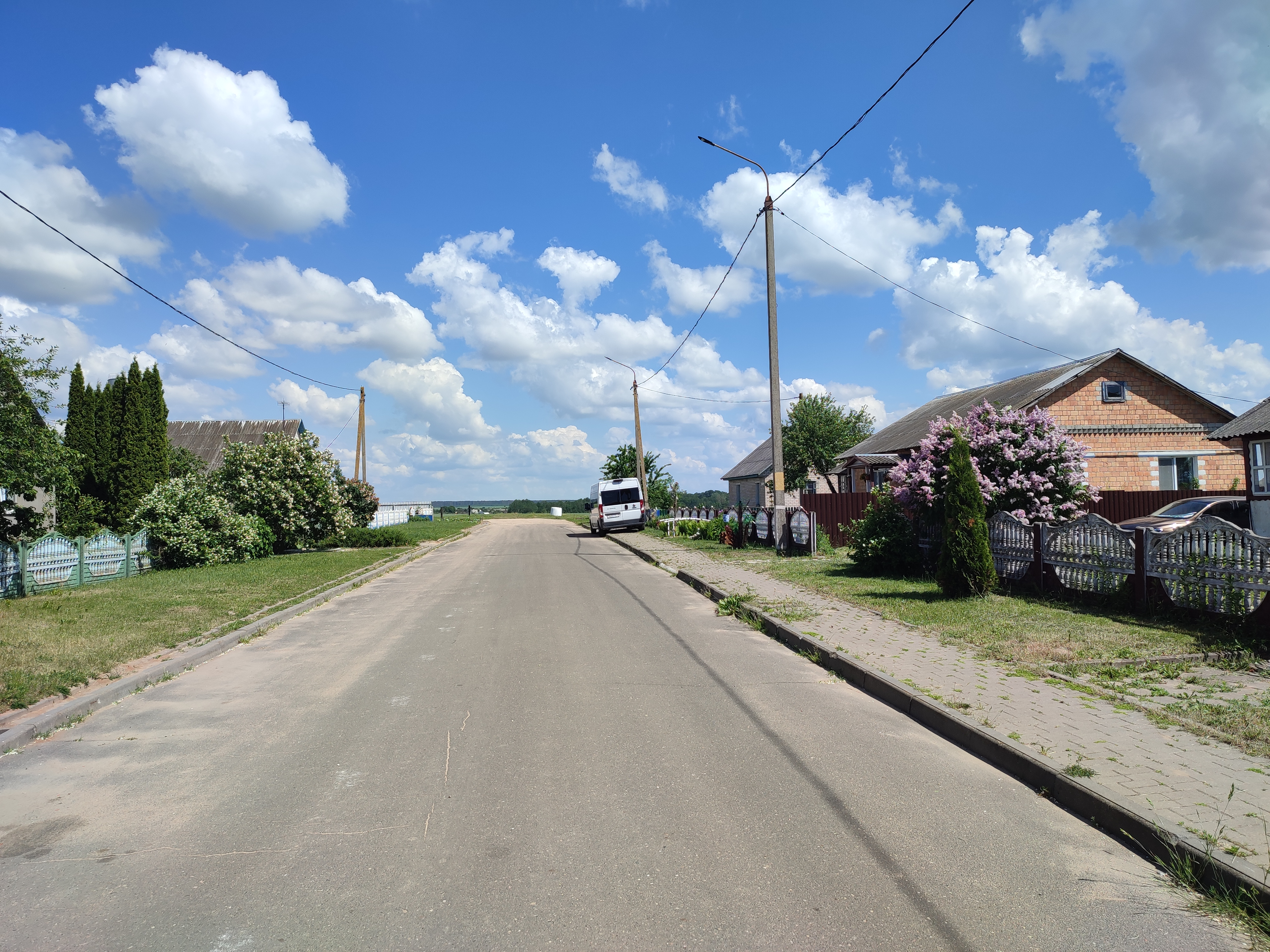
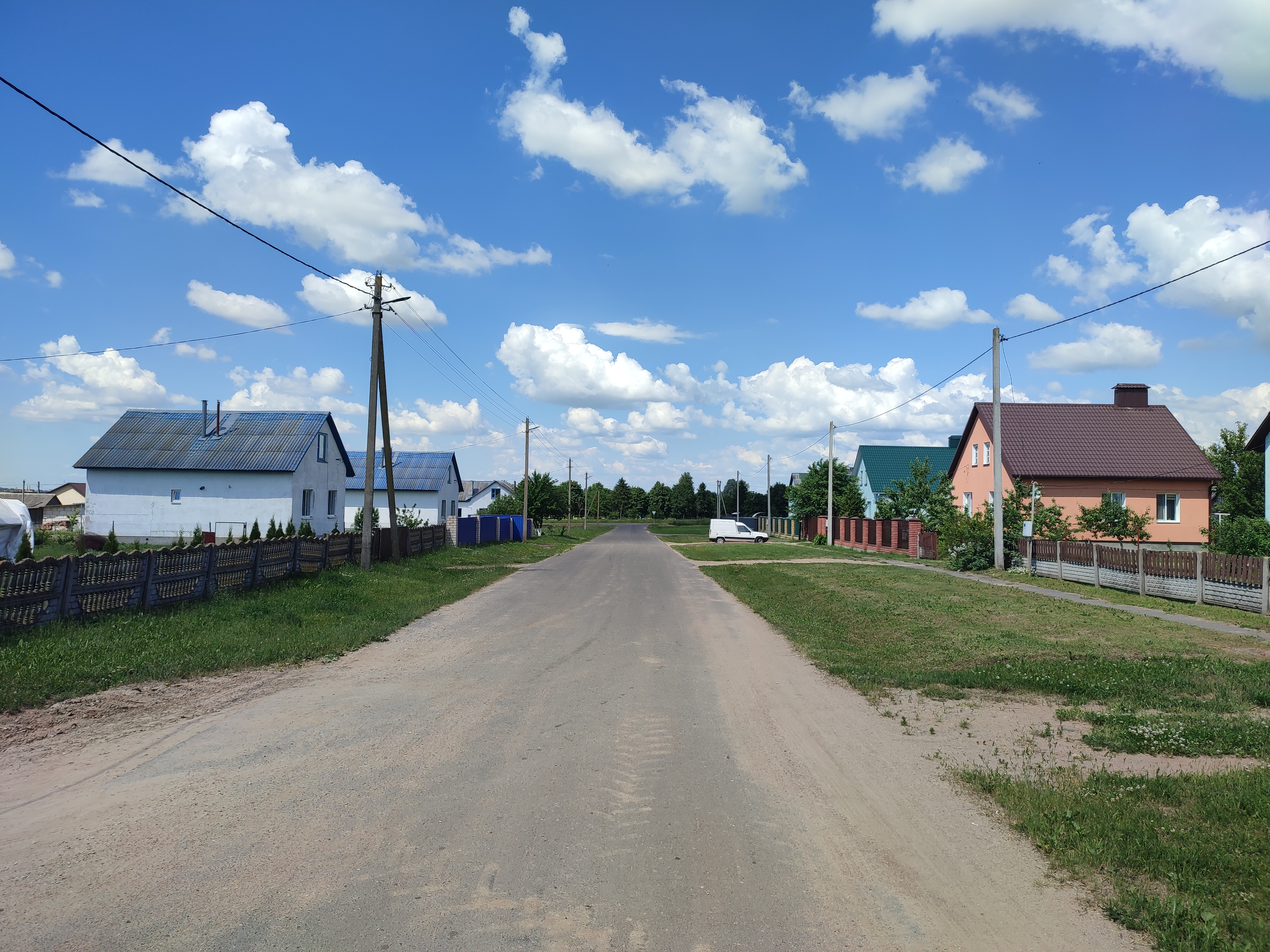
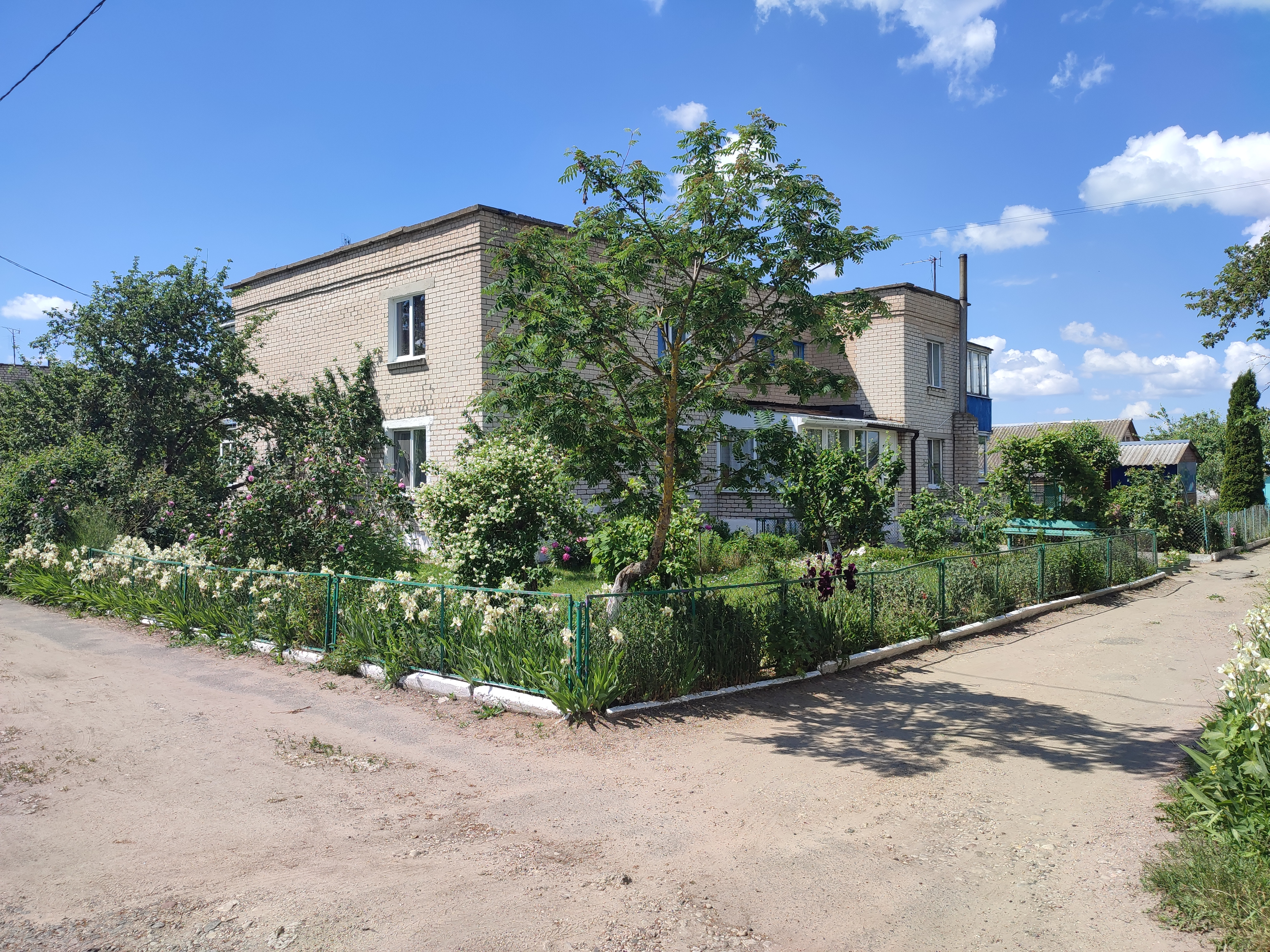
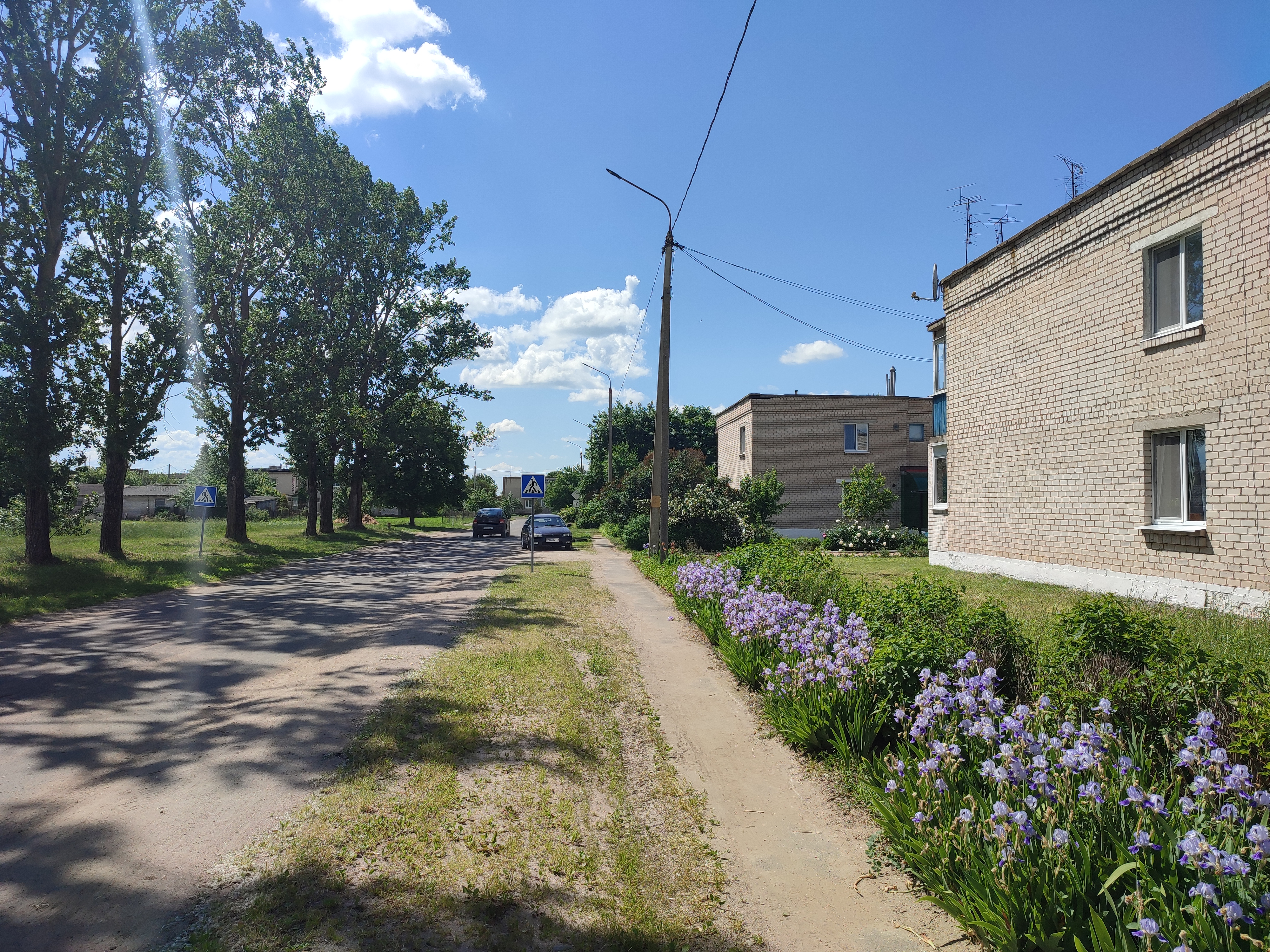
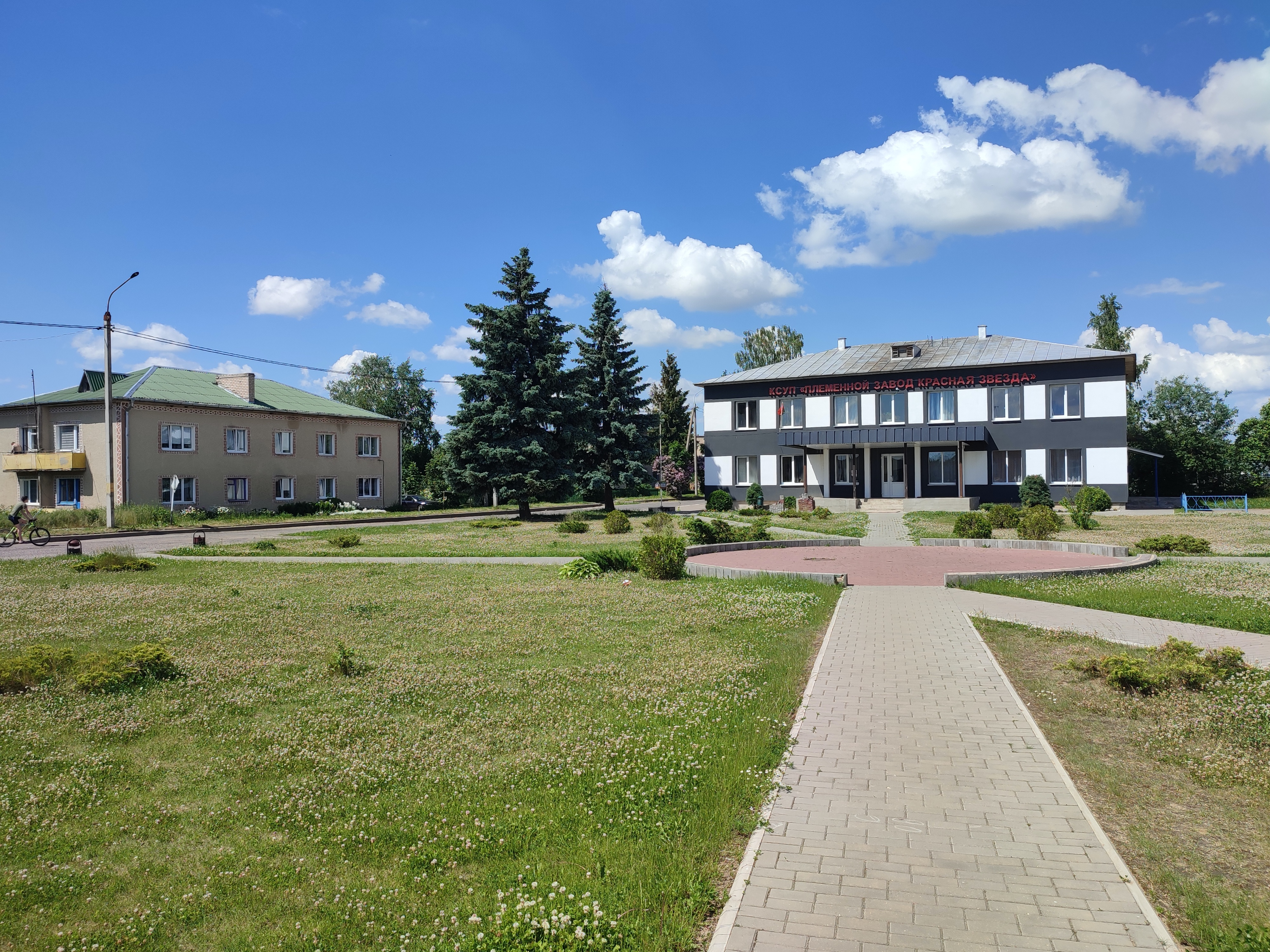
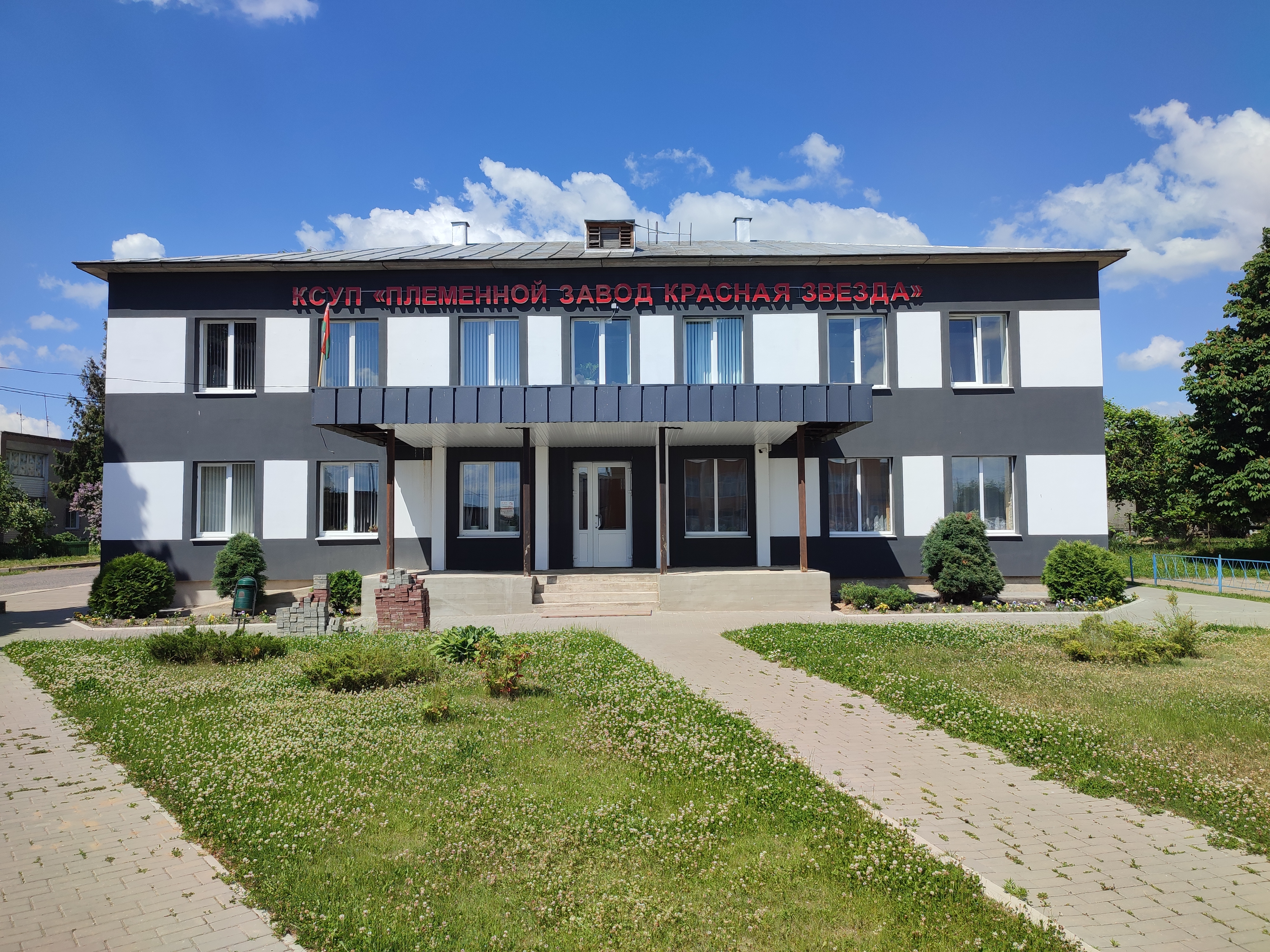
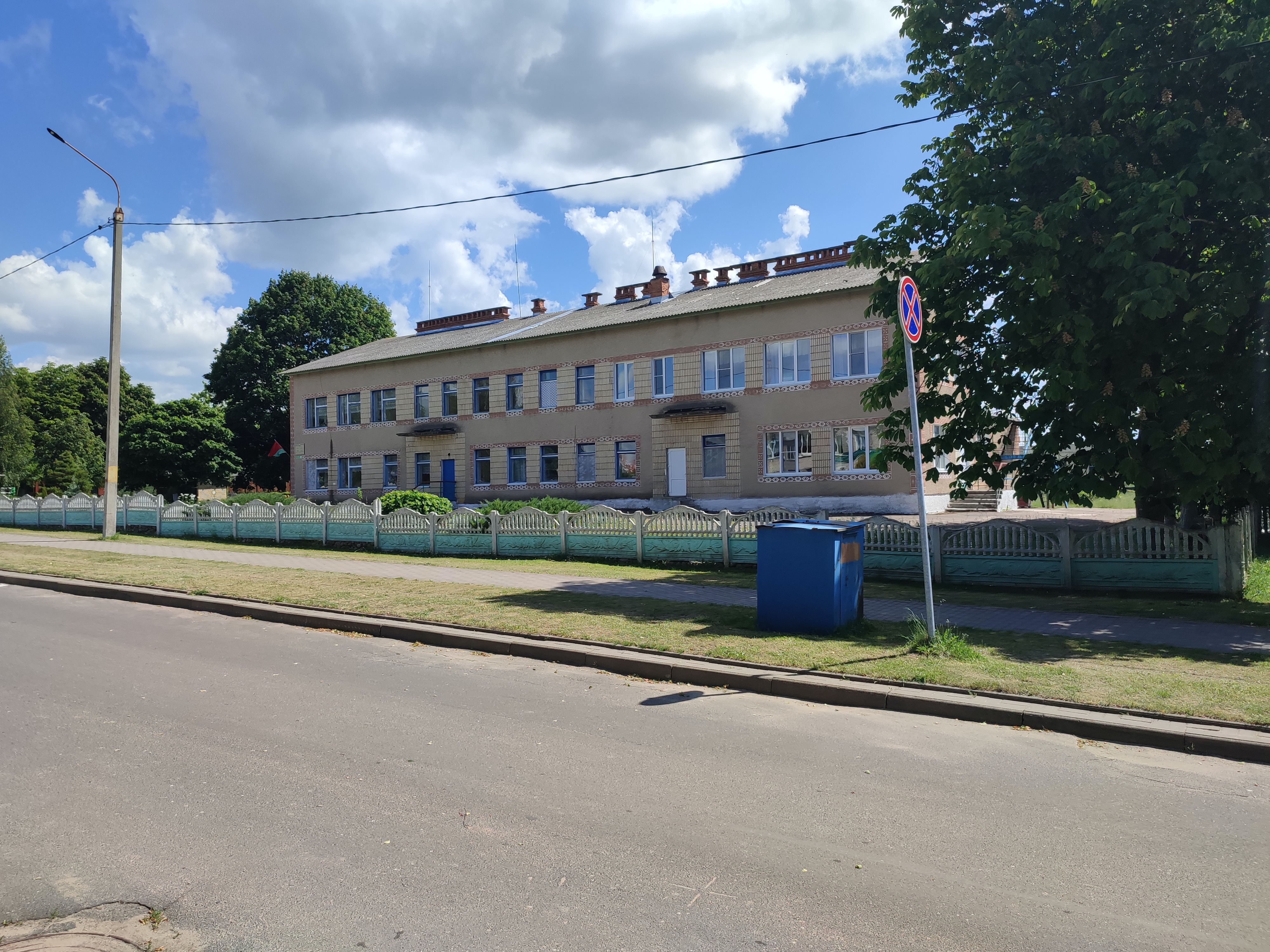
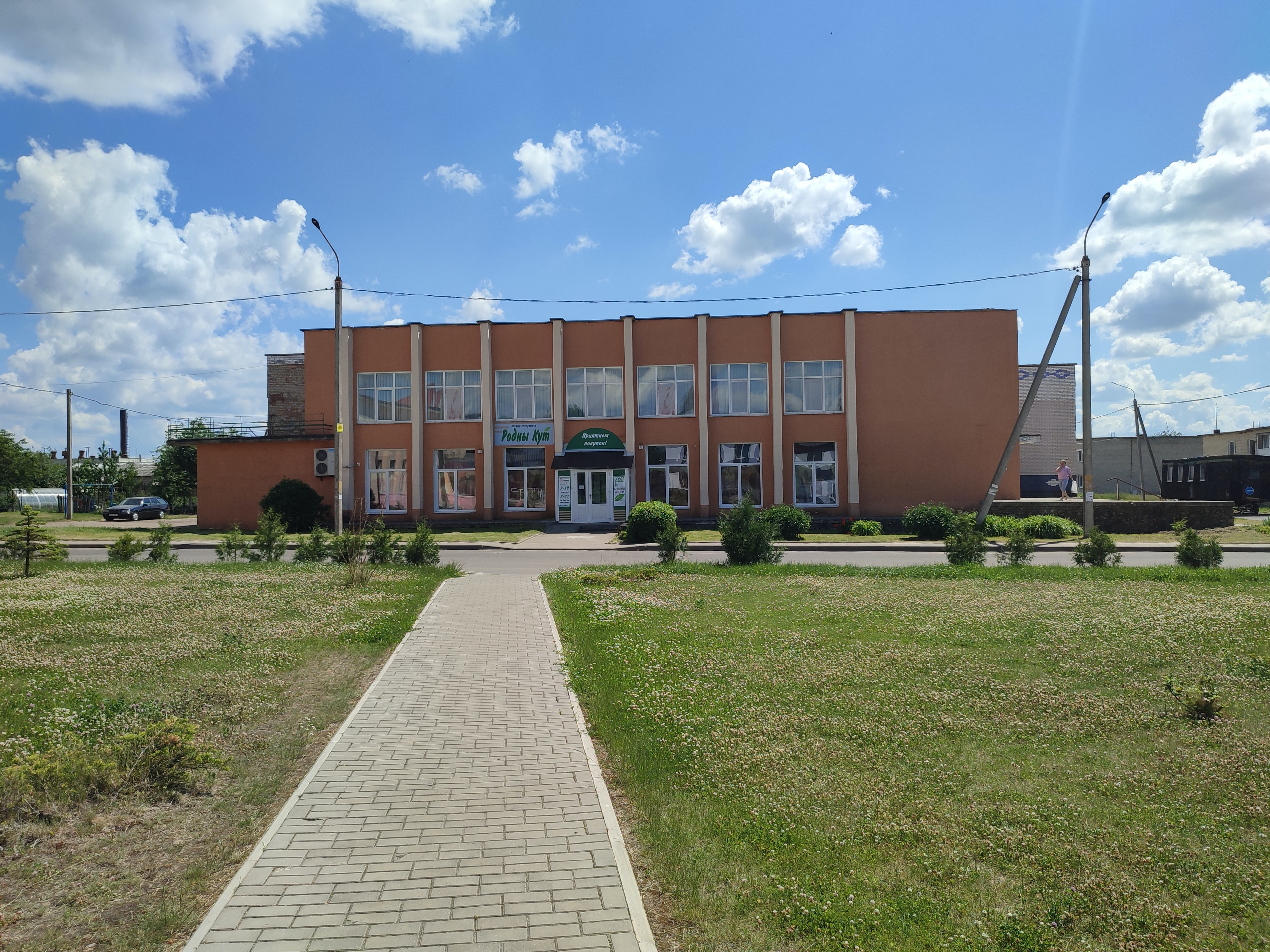
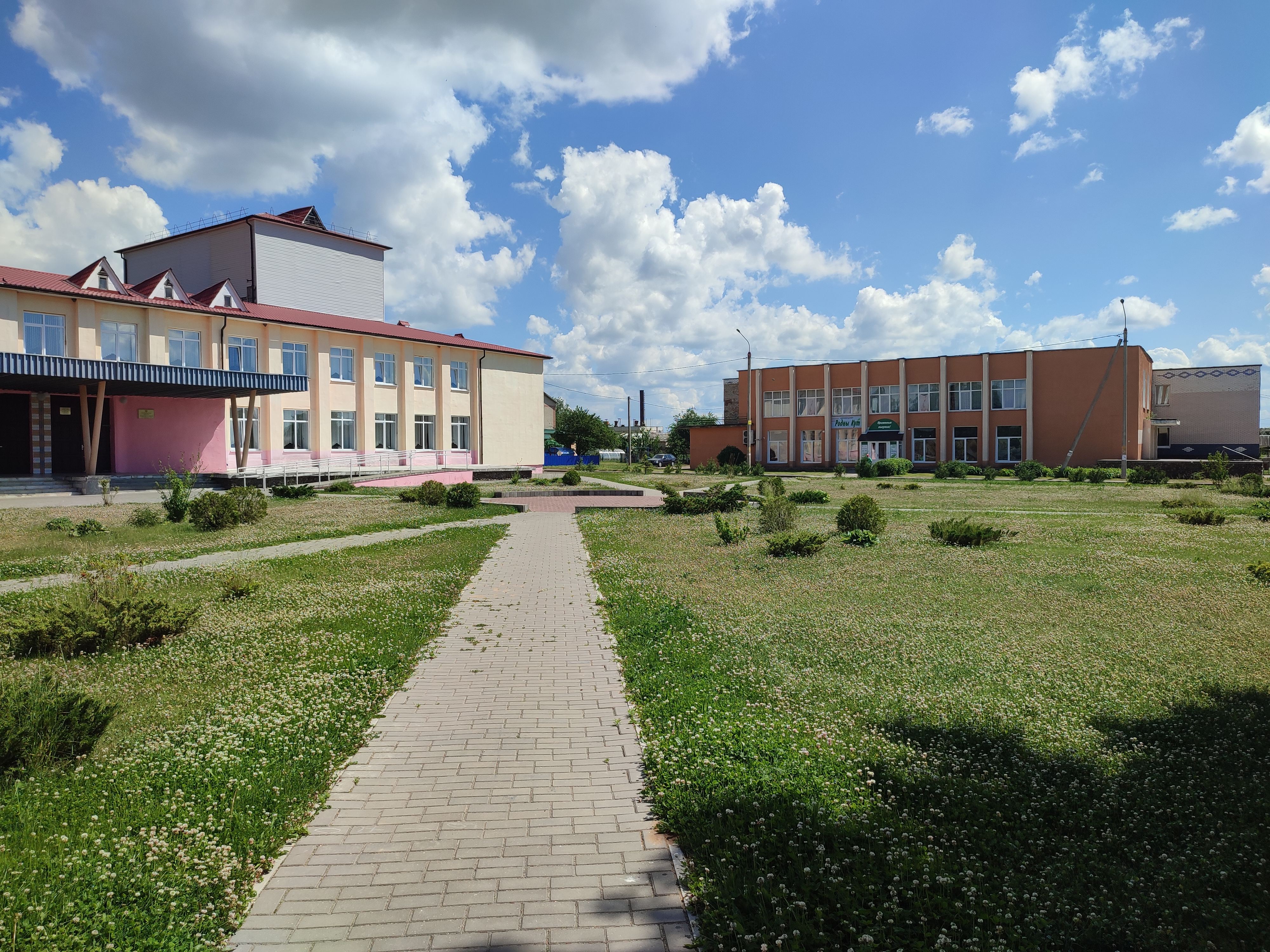
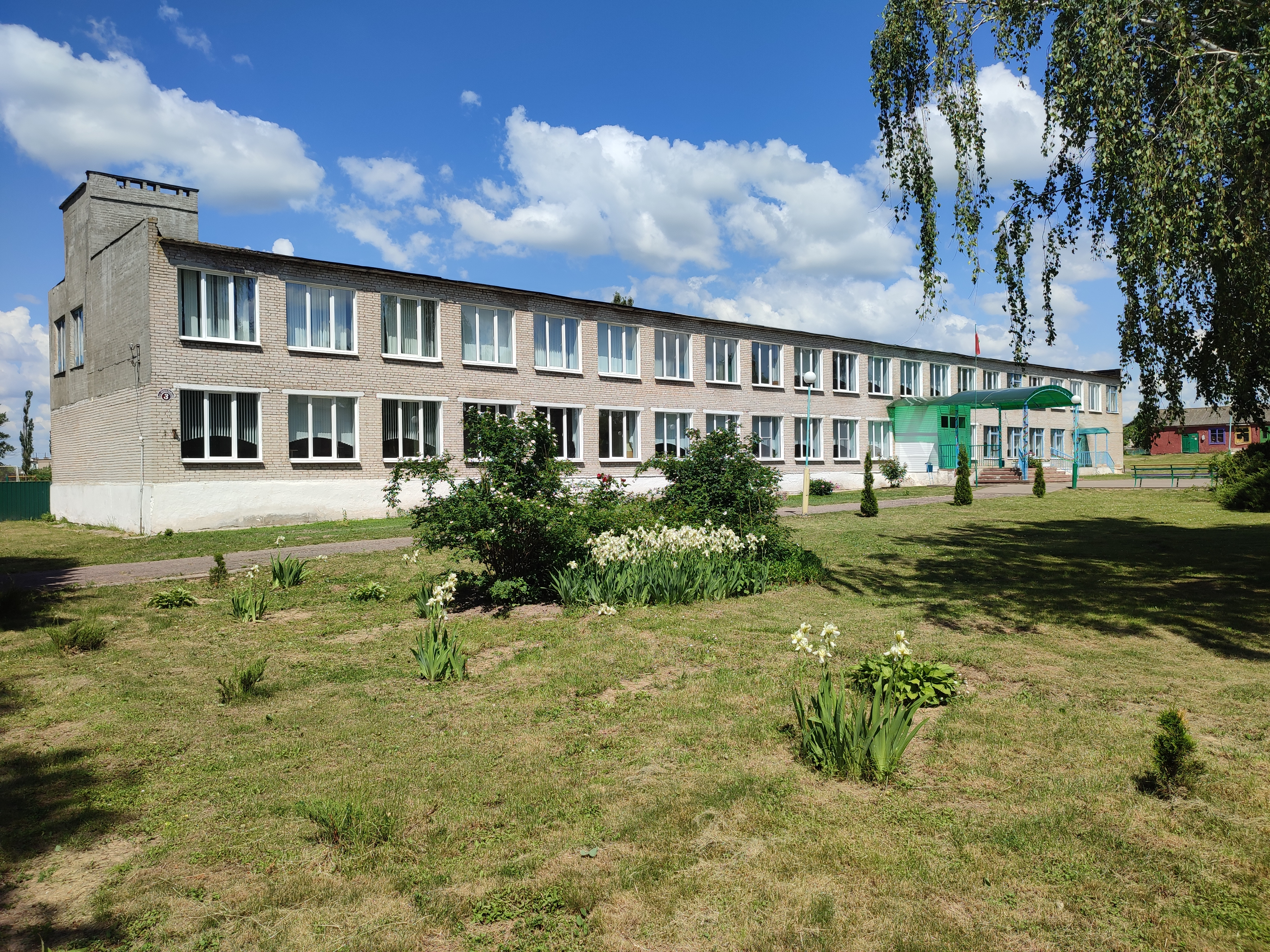

## Известные лица
- Константин Адамович Шестак (1935—2013) — Герой Социалистического Труда (1988).